# Lesley Duncan
Lesley Duncan, později Lesley Cox, (12. srpna 1943 – 12. března 2010) byla anglická zpěvačka. Školu opustila ve čtrnácti letech, později pracovala například v kavárně. V roce 1963 podepsala nahrávací smlouvu se společností EMI a ještě toho roku vydala několik singlů. Svou první dlouhohrající desku nazvanou Sing Children Sing vydala v roce 1971. Producentem alba byl Jimmy Horowitz, který byl zpěvaččiným manželem. Album obsahuje například píseň „Love Song“, kterou později na svém albu Tumbleweed Connection nahrál zpěvák Elton John (Lesley Duncan se tomto albu rovněž podílela jako vokalistka). Později vydala několik dalších alb. Jako vokalistka se podílela například na albu The Dark Side of the Moon skupiny Pink Floyd. V roce 1978 se provdala za producenta Tonyho Coxe. Hudbě se později věnovat přestala. Zemřela na cerebrovaskulární onemocnění ve věku 66 let.